# Hietaniemi Kirkegård
Hietaniemi Kirkegård (finsk: Hietaniemen hautausmaa; svensk: Sandudds begravningsplats) er en kirkegård i Helsinki, Finland. Den ligger hovedsagelig i Lapinlahti (svensk: Lappviken) og delvis i Etu-Töölö (finsk: Främre Tölö). Den bruges i forbindelse med finske statsbegravelser.
Hietaniemi Kirkegård består bl.a. af en militærkirkegård for soldater, som faldt i krigene mod Sovjetunionen og Nazi-Tyskland: Vinterkrigen (1939-40), Fortsættelseskrigen (1941-44) og Laplandskrigen (1944-45). På militærkirkegården finder man også den ukendte soldats samt C.G.E. Mannerheims grav. Hietaniemi Kirkegård består også af en kirkegård for Den Finske Garde, Kunstnerbakken og Statsmandslunden. Den huser to lutheranske kapeller og et krematorium.
Hietaniemi betyder "sandnæs" og er et forbjerg i det centrale Helsinki.

## Beskrivelse
Hietaniemi Kirkegård ligger på et forbjerg ved Hietaniemi Strand.
Kirkegården er en populær turistattraktion, først og fremmest blandt finner, som besøger faldne familiemedlemmers og berømte finners grave.
Hietaniemi Kirkegård huser også Helsinkis Jødiske Kirkegård, Helsinkis Muslimske Kirkegård, Helsinkis Ortodokse Kirkegård og Skt. Nikolaj Sogns Kirkegård.

## Kendte personer begravet på Hietaniemi Kirkegård
- Carl Ludvig Engel (1778-1840)
- Georg August Wallin (1811-1852)
- Zacharias Topelius (1818-1898)
- Fredrik Pacius (1809-1901)
- Lorenz Leonard Lindelöf (1827-3. marts)
- Paavo Cajander (1846-1913)
- Janis Rozentāls (1866-1916)
- Verna Erikson (1893-1918)
- Toivo Kuula (1883-1918)
- Oskar Merikanto (1868-1924)
- Usko Nyström (1861-1925)
- I.K. Inha (1865-1930)
- Artur Sirk (1900-1937)
- Lauri Kristian Relander (1883-1942)
- Leevi Madetoja (1887-1947)
- Eemil Halonen (1875-1950)
- Carl Gustaf Emil Mannerheim (1867-1951)
- Kaarlo Juho Ståhlberg (1865-1952)
- Risto Ryti (1889-1956)
- Juho Kusti Paasikivi (1870-1956)
- Viktor Jansson (1886-1958)
- Aarre Merikanto (1893-1958)
- Michael Schilkin (1900-1962)
- Anna Vyrubova (1884-1964)
- Kalervo Kallio (1909-1969)
- Aladár Paasonen (1898-1974)
- Alvar Aalto (1898-1976)
- Erik von Frenckell (1887-1977)
- Karl Lennart Oesch (1892-1978)
- Mika Waltari (1908-1979)
- Urho Kekkonen (1900-1986)
- Henry Theel (1917-1989)
- Gustaf Magnusson (1902-1993)
- Elissa Aalto (1922-1994)
- Petri Walli (1969-1995)
- Heimo Haitto (1925-1999)
- Adolf Ehrnrooth (1905-2004)
- Erik Bergman (1911-2006)
- Timo Sarpaneva (1926-2006)
- Tony Halme (1963-2010)
- Ukri Merikanto (1950-2010)
- Anita Välkki (1926-2011)
- Paavo Berglund (1929-2012)
- Mauno Koivisto (1923-2017)

60°10′10″N 24°55′04″Ø / 60.169444444444°N 24.917777777778°Ø